# Elecciones presidenciales de Brasil de 1919
La elección presidencial de Brasil de 1919 se realizó el 13 de abril para el cargo de presidente en los veinte estados de la época tras el fallecimiento de Rodrigues Alves a principios de 1919 durante la pandemia de gripe española. Resultó vencedor Epitácio Pessoa quien asumió para reemplazar a Delfim Moreira, que había reemplazado interinamente a Alves.

## Resultados
| Candidato                | Votos   | %      |
| Epitácio da Silva Pessoa | 286 373 | 71.10% |
| ------------------------ | ------- | ------ |
| Rui Barbosa              | 116 414 | 28.90% |